# Inga cynometrifolia
Inga cynometrifolia é uma espécie vegetal da família Fabaceae.
Árvore pequena encontrada a altitude de 250 metros em floresta úmida na porção amazônica do Peru. Conhecida através de 2 coleções botânicas no distrito de Juan Guerra, na región de Loreto e no rio Huallaga no distrito de San Martín, na región de San Martín, no Peru.